# Осада Нарвы (1558)
Осада Нарвы 1558 года — одна из первых военных операций Ливонской войны, в которой русское войско во главе с воеводами Даниилом Адашевым, Алексеем Басмановым и Иваном Бутурлиным осадило Нарву (Ругодив). Гарнизон Нарвы состоял под командованием рыцаря Фохта Шнелленберга.

## Осада и штурм

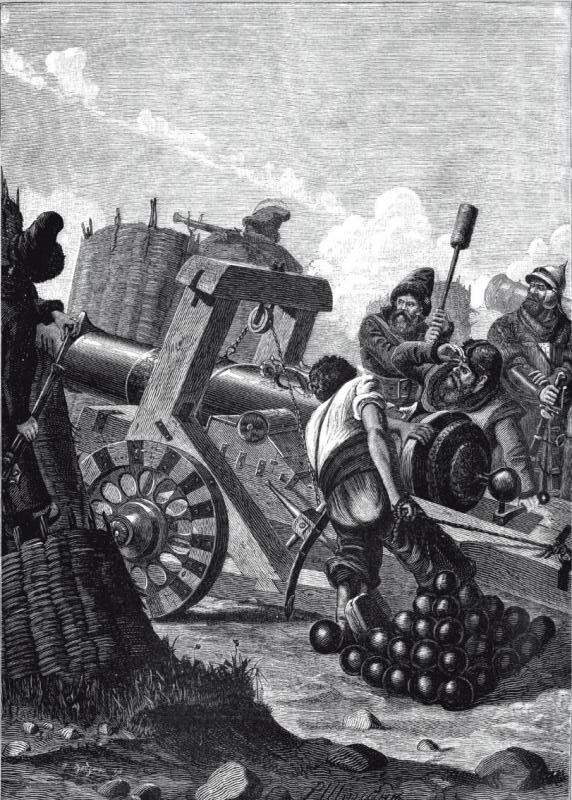
Русское осадное орудие XVI века

Штурму города предшествовали долгие артиллерийские перестрелки Нарвы и Ивангорода. 11 мая был предпринят штурм города, вдохновлённый возникновением в Нарве сильного пожара — «загорелося в Ругодиве и почало горети во многих местех». Благодаря тому, что значительная часть гарнизона покинула укрепления для борьбы с пожаром, войскам Ивана Грозного удалось проломить ворота и овладеть нижним городом, нанеся ливонцам значительный урон. Как пишет летописец, «И головы стрелецкие ворота у них те взяли и на город взошли, и в те ворота вошли Алексей и Данило, а в Колыванские Иван Бутурлин, и немец побили многих». Город был атакован с двух сторон. Первыми были взяты Водяные или Русские ворота, расположенные с восточной стороны, обороняемые нарвским ополчением. Их взяли стрельцы приказов Т. Тетерина и А. Кашкарова. Ворвавшись в город, стрельцы пробились к западным Вирландским или Колыванским воротам и расчистили путь для дворянских сотен под командованием Ивана Бутурлина.
После взятия нижнего замка и тушения в нём пожаров, был открыт огонь, в том числе из захваченных орудий, по верхнему замку для последующего приступа. Однако осаждённые, видя своё безнадёжное положение, сдались на условиях свободного выхода из города. Согласно летописи, было захвачено 230 больших и малых пушек и множество пищалей. Жители города принесли присягу на верность царю.

## Значение и последствия
Нарва стала первой крупной крепостью, взятой русским войском в Ливонской войне. Овладев ей, Россия получила удобную морскую гавань, через которую стали возможными прямые сношения с Западной Европой. Также в Нарве началось и создание русского флота — была оборудована верфь, в которой начали работы мастера из Холмогор и Вологды. В гавани Нарвы впоследствии базировалась флотилия из 17 судов под командой немца, датского подданного Карстена Роде, принятого на русскую службу.
Иван IV прислал в Нарву новгородского архиепископа с повелением освятить город и возглавить сооружение православных храмов. Нарва оставалась под русским контролем до 1581 года, когда её завоевала шведская армия во главе с Понтусом Делагарди.